# The President’s Man
The President’s Man ist ein Actionfilm aus dem Jahr 2000 mit Chuck Norris. Zwei Jahre später folgte die Fortsetzung McCord – The President’s Man II.

## Handlung
Joshua McCord ist Spezialagent im Geheimauftrag des US-amerikanischen Präsidenten und sucht einen Nachfolger, da er demnächst in den Ruhestand versetzt wird. Sein letzter Auftrag ist die Befreiung der First Lady aus den Händen von Terroristen in Rio de Janeiro. McCord landet mit einem Fallschirm auf dem Hoteldach und befreit die Gattin des Präsidenten. Sodann flüchtet er mit ihr an einem Gleitschirm hängend aus dem Hotel in Richtung Meer, wo er die Frau ins Meer fallen lässt und sie sofort von Agenten aus dem Wasser gezogen und in Sicherheit gebracht wird.
Unterdessen verbüßt der Elitesoldat Deke Slater eine siebenjährige Haftstrafe im Militärgefängnis. Er hatte bei einem Einsatz in Kolumbien einen Befehl verweigert und seinen Vorgesetzten ins Gesicht geschlagen, aber dadurch auch das Leben zweier Kameraden gerettet. Im Gefängnis kommt es eines Tages zu einer Schlägerei, die Slater für sich entscheiden kann. Dabei verletzt er einen Mitgefangenen aus Notwehr tödlich mit einem Messer und wird daraufhin erneut verurteilt: 30 Jahre Haft.
McCord ist weiterhin auf der Suche nach einem Nachfolger und wird durch seine Tochter Que, ebenfalls Agentin im Auftrag des Präsidenten, auf den Elitesoldaten Slater aufmerksam. Dieser kommt aus dem Gefängnis frei und wird zu McCord gebracht. Fortan durchläuft er eine harte Ausbildung unter den Anweisungen von McCord und seiner Tochter. Bald darauf erhält Slater seinen ersten Auftrag: Er soll die Tochter eines Gouverneurs aus den Händen einer Sekte befreien. Als er sich Zugang zu dem Gelände verschafft hat, findet er das Mädchen. Diese will aber nicht ohne ihre Freundin gehen. Andererseits will das andere Mädchen nicht mitgehen. Slater muss eine Entscheidung treffen – kurzerhand schlägt er das andere Mädchen bewusstlos und will mit den beiden fliehen. Doch der Sektenanführer und seine Gefolgsleute stellen sich ihm entgegen. Da taucht Joshua McCord plötzlich auf und kann mit der Hilfe von Slater die Befreiung zu einem Erfolg führen.
Weil Slater mit seiner Befreiungsaktion kläglich scheiterte, zweifelt McCord an seinen Fähigkeiten. Schließlich sieht er aber ein, dass Slater schnell aus seinen Fehlern lernt und gibt ihm eine neue Chance.
In Kolumbien wird derweil ein illegales Drogenlager mitten im Dschungel angelegt. Zudem wird ein Wissenschaftler und seine Familie entführt. Er soll mit Plutonium bestückte Sprengköpfe, die an General Vinh Tran geliefert werden sollen, montieren. Tran gilt als Mörder von McCords vietnamesischer Frau. McCord und Slater werden beauftragt, das Drogenlager zu vernichten und den Wissenschaftler mitsamt seiner Familie zu befreien. Als die beiden vor Ort im kolumbianischen Dschungel eintreffen, will General Tran gerade eine von zwei Töchtern des Wissenschaftlers exekutieren, da dieser die Sprengköpfe nicht rechtzeitig fertigstellen konnte.
Aber Slater gelingt es, den Schützen vorher zu töten; und auch General Tran kommt nicht mit dem Leben davon: McCord rächt sich für den Mord an seiner Frau, indem er ihm das Genick bricht.
Das Drogenlager wird vernichtet, und der Wissenschaftler und seine Familie können unversehrt in Sicherheit gebracht werden. Slater genießt nun die volle Anerkennung von seinem Vorgänger McCord und steht fortan im Geheimdienst des US-Präsidenten.

## Hintergrund
Gedreht wurde der Film im US-Bundesstaat Texas und zwar an folgenden Orten:
- Brownsville
- Corpus Christi
- Dallas
- South Padre Island

Die Dreharbeiten fanden im November und Dezember 1999 statt. Der Film wurde im April des darauffolgenden Jahres im Fernsehen beim Sender CBS gezeigt. Anstatt einer angedachten Serienstaffel wurde im Anschluss die Fortsetzung McCord – The President’s Man II gedreht. In Deutschland wurde Film zunächst auf Video veröffentlicht. Die Indizierung des Films vom September 2001 wurde im Juni 2022 wieder aufgehoben.
Der Regisseur Michael Preece hatte zuvor bereits beim Fernsehfilm Enter the Hitman (1998) mit Chuck Norris zusammengearbeitet, der dort ebenfalls die Hauptrolle übernahm. Zudem hatte Preece bei rund 70 Folgen von Walker, Texas Ranger Regie geführt.

## Kritiken
„Stereotyper Actionfilm mit den üblichen Kampf-, Explosions- und Gemetzelszenen, dessen spannungsarme Geschichte sogar Fans des Genres und des Hauptdarstellers enttäuscht.“

„Klischeebeladene TV-Action mit Chuck Norris […] Verkappter Serienpilot, der nur eine Fortsetzung fand.“